# Adelaide United FC
Adelaide United FC är en proffsklubb i fotboll från Adelaide i Australien. Klubben spelar i den australiensiska proffsligan A-League sedan ligan startades upp 2005. Under 2006 hade klubben under en kort tid den brasilianska fotbollsspelaren Romário i sitt lag.

## Damer
Damlaget spelar i den australiensiska proffsligan A-League sedan ligan startades upp 2008, man har aldrig kvalificerat sig för slutspelet. Bästa placering kom säsongen 2015/2016 då man slutade på en femteplats i grundserien.